# 숫자 기호
숫자 기호 또는 №, (Nº, No,  No. 또는 no.로도 표현함.)는 특히 이름과 제목에서 순서수를 나타내는 숫자의 타이포그래피 약어이다. 특히 이름과 제목에서. 예를 들어, 숫자 기호를 사용하여 주소의 긴 형식으로 쓰여진다. "Number 22 Acacia Avenue" 로 축약해서 "№ 22 Acacia Ave" 그러나 두 형태 모두 길게 말한다.

## 같이 보기
- 넘버 사인(number sign)